# Autevielle-Saint-Martin-Bideren
 Autevielle-Saint-Martin-Bideren   es una población y comuna francesa, en la región de Aquitania, departamento de Pirineos Atlánticos, en el distrito de Oloron-Sainte-Marie y cantón de Sauveterre-de-Béarn.

## Demografía
| 157 | 119 | 167 | 425 | 184 | 400 | 396 | 386 | 383 | 371 | 323 | 328 | 513 | 374 | 364 | 389 | 375 | 362 | 332 | 327 | 320 | 282 | 280 | 272 | 237 | 204 | 177 | 164 | 164 | 205 | 121 | 140 |
| Para los censos de 1962 a 1999 la población legal corresponde a la población sin duplicidades (Fuente: INSEE [Consultar]) |     |     |     |     |     |     |     |     |     |     |     |     |     |     |     |     |     |     |     |     |     |     |     |     |     |     |     |     |     |     |     |

## Economía
La principal actividad es la agrícola.